# Kłamstwo

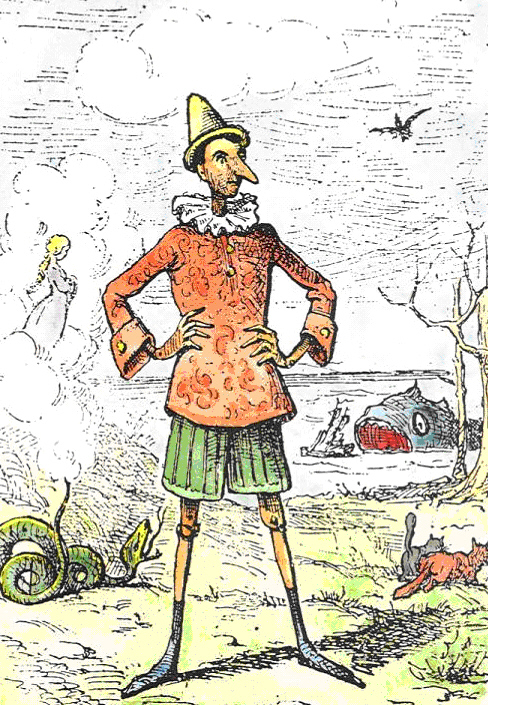
Pinokio – symboliczna postać kłamcy. Po każdym kłamstwie wydłuża mu się nos.

Kłamstwo – wypowiedź zawierająca informacje niezgodne z przekonaniem o stanie faktycznym. Kłamca przekazuje informacje niezgodne z jego przekonaniem o rzeczywistości z intencją, by zostały one wzięte za prawdziwe. Kłamstwem mogą być także wypowiedzi zgodne z rzeczywistym stanem rzeczy, o ile autor przekazu nie ma świadomości tego faktu. Jak wynika z badań ludzie wypowiadają kłamstwa od 1 do 3 dziennie. 

## Motywacja i przyczyny
Ludzie kłamią, by osiągnąć określoną korzyść – materialną, psychologiczną, społeczną lub polityczną, aby osiągnąć zamierzony cel (np. przedstawiciel handlowy celowo posługuje się kłamstwem, wiedząc o usterce towaru, gdyż zależy mu na jego sprzedaży), aby podnieść swoją wartość w oczach innych z powodu zaniżonego poczucia własnej wartości, aby uchronić kogoś od cierpienia (np. rodzice nie mówią dziecku o ciężkiej chorobie, aby uchronić je od większego cierpienia). Jednak zasadniczym motywem jest interes osoby, która dopuszcza się kłamstwa. Najczęstszym powodem okłamywania jest altruizm, a jedną z głównych motywacji uniknięcie konfliktu.
Jak wynika z najnowszych badań, dzieci, które były okłamywane w dzieciństwie, w dorosłym życiu będą kłamać.

## Przykład
Policjant jest przekonany o tym, że X dopuścił się kradzieży, jednak z uwagi na fakt, że X jest jego kuzynem, twierdzi, że tamten niczego nie ukradł.
Wypowiedź taka będzie kłamstwem nawet wówczas, gdy X faktycznie nie brał udziału w kradzieży. Policjant świadomie podaje fakty niezgodne z jego wiedzą o rzeczywistości.

## Fizjologia kłamstwa
Gdy kłamiemy, nasz organizm ma za zadanie zataić prawdę, odczuwa jednak dyskomfort, a umysł doświadcza dysonansu poznawczego.
Kłamiącego zdradzić może przyspieszony puls, chęć podrapania się po ciele (podczas kłamania na ciele powstaje specyficzny rodzaj napięcia). Inną charakterystyczną oznaką kłamcy jest zaczerwieniona twarz. Często osoba kłamiąca ucieka wzrokiem w prawą stronę, gdy zaś mówi prawdę – w lewą. Stary wytrawny kłamca potrafi kłamać prosto w oczy, początkujący niedoświadczony będzie miał rozbiegany wzrok i zwężone źrenice. Potliwość to także oznaka kłamstwa.
Twarz przekazuje dwa komunikaty: po pierwsze to, co chcemy ujawnić; a po drugie to, co chcemy ukryć. W czasie około 0,25 sekundy mimika zdradza rzeczywiste uczucia, luka, poprzez którą nieświadomie przedostają się krótkotrwałe sygnały, zdradzające stan emocjonalny, (tzw. Mikroekspresja). Fałszywa emocja przejawia się asymetrycznością mimiki, podczas gdy emocja prawdziwa jest w pełni symetryczna. Mruganie mimowolnie podczas napięcia emocjonalnego. Inaczej zachowują się nasze gałki oczne kiedy rekonstruujemy informacje (np. przypominamy sobie), inaczej, kiedy konstruujemy. Uboga ekspresja pantomimiczna (w porównaniu z typową gestykulacją) może oznaczać kłamstwo. W sytuacji stresu wzrasta tempo mówienia, głośność wypowiedzi i ton głosu.

## Test D
Test D polega na narysowaniu na czole za pomocą palca wskazującego swej dominującej ręki litery D.
Zadanie to można wykonać na dwa sposoby. Można narysować literę D brzuszkiem skierowanym w stronę prawego oka. W tym wypadku, może ją przeczytać osoba, wykonująca zadanie ale nie osoba, która stoi naprzeciwko. Można również skierować brzuszek litery D w stronę lewego oka. W tym wypadku przeczyta ją osoba stojąca naprzeciwko, ale nie osoba, wykonująca test.
Osoby o wysokim poziomie self-monitoring rysują literę D w ten sposób, aby mogły ją przeczytać osoby stojące naprzeciwko nich – z brzuszkiem skierowanym w lewo. Osoby o niskim poziomie self-monitoring rysują literę D tak, aby same mogły ją przeczytać – z brzuszkiem skierowanym w prawo.
Wynik testu D określa przybliżony wskaźnik tak zwanego Self-monitoring, czyli obserwacyjnej kontroli własnych zachowań. Osoby o wysokim poziomie self-monitoring najczęściej potrafią dobrze kłamać. Osoby o niskim poziomie self-monitoring rzadziej kłamią, przez co nie mają takiej wprawy w oszukiwaniu, jak osoby o wysokim poziomie self-monitoring.
Test D został opisany w książce „Dziwnologia” Richarda Wisemana.